# Maghalie Rochette
Maghalie Rochette (20 de abril de 1993) es una deportista canadiense que compitió en ciclismo de montaña en la disciplina de campo a través. Ganó una medalla de plata en el Campeonato Mundial de Ciclismo de Montaña de 2019, en la prueba de campo a través con bicicleta eléctrica.

## Medallero internacional
| Campeonato Mundial | Campeonato Mundial        | Campeonato Mundial | Campeonato Mundial     |
| Año                | Lugar                     | Medalla            | Competición            |
| ------------------ | ------------------------- | ------------------ | ---------------------- |
| 2019               | Mont-Sainte-Anne (Canadá) | Medalla de plata   | Campo a través (b. e.) |